# Club San Albano
El Club San Albano es un club de rugby, perteneciente a la URBA, tenis, hockey y críquet. Se encuentra en Av. Espora 4920, Burzaco, Partido de Almirante Brown, Buenos Aires, Argentina.

## Historia
San Albano fue fundado el 22 de mayo de 1927, por alumnos de la escuela secundaria de Quilmes Grammar School y el Colegio San Albano más tarde. Originalmente nació como un club de críquet con el nombre de Old Philomathian Club (el nombre se refiere a la inscripción de Philomathes Polymathes en la insignia de la escuela), la institución añadió secciones de fútbol y tenis en los años 1930.
Old Philomathian Club fue registrado en la Unión de Rugby de Argentina en 1949 y comenzó a jugar en 1950. En 1960 el club ascendió a la primera división, a pesar de que fue directamente hacia abajo un año después. Durante los primeros años de su existencia, Old Philomathian logró más éxito en la versión sevens del juego, ganando el torneo argentino Unión de Rugby de 1958. Hockey sobre césped comenzó a ser jugado en el club en 1967, participando en torneos de hombres y mujeres.
La institución sería más tarde obligado a cambiar su nombre en los años setenta a mediados del antiguo Old Philomathian Club a la "Asociación de Ex-Alumnos del Colegio San Albano", debido a las regulaciones administrativas. San Albano actualmente se encuentra en 2da división.

## Plantel
| Jugador                  | Posición    |
| ------------------------ | ----------- |
| Pablo Basilio            | Octavo      |
| Ciro gordo papa          | Medio Scrum |
| hilario chota            | Pilar       |
| Álvarez Alejandro        | 2° Línea    |
| Álvaro Lualdi            | Centro      |
| Álvarez Martin           | Pilar       |
| Basile Nicolás           | Wing        |
| Bockett Pugh Agustín     | 2° Línea    |
| Bockett Pugh Alan        | Centro      |
| Bordacahar Juan Pablo    | Hooker      |
| Burguete Javier          | Ala         |
| Da Silva Martín          | Pilar       |
| Darby Lucas              | Wing        |
| Deregibus Ignacio        | 2° Línea    |
| Germán Vidal(C)          | Fullback    |
| Estefan Quiroz Sebastián | Pilar       |
| Elder Carlos             | Wing        |
| Fontan Juan José         | Medio Scrum |
| Fontan Rodrigo           | Hooker      |
| Gastaldi Ignacio         | Apertura    |
| Grieco Federico          | Centro      |
| Iperione Gabriel         | Ala         |
| Lorenzi Roberto          | 2° Línea    |
| Lualdi Álvaro            | Apertura    |
| Martínez José María      | Ala         |
| Menghi Julio             | Apertura    |
| Milbrandt Pablo          | Ala         |
| Ostrouch Marcos          | Octavo      |
| Pellandini Marcelo       | Centro      |
| Pereyra Luciano          | Pilar       |
| Pérez Saavedra Matías    | Centro      |
| Peruilh Esteban          | Hooker      |
| Sica Gonzalo             | Centro      |
| Rossi Agustín            | Pilar       |
| Rapetti Rodrigo          | Wing        |
| Nicolás Llull            | Fullback    |
| Kevin Williams           | Wing        |

- Fuente: clubsanalbano.com.[2]